# مجمع الطلبة
مجمع الطلبة (بالإنجليزية: MAJMAA TOLBA)‏ هي بلدية تابعة لإقليم الخميسات ضمن جهة الرباط سلا زمور زعير بالمغرب. بلغ مجموع عدد سكان مجمع الطلبة حسب إحصاءات 2004 حوالي 16698 نسمة من بينهم 1 أجنبي يعيشون في 3341 أسرة.